# Maria Yaremchuk
Mariya Nazarivna Yaremchuk (en ucraniano: Марія Назарівна Яремчук; Chernivtsi, Ucrania, 2 de marzo de 1993) es una cantante de pop y graduada en Relaciones Internacionales ucraniana. Fue elegida para representar a su país en el Festival de la Canción de Eurovisión 2014 con la canción «Tick-Tock».

## Biografía
Nacida en la ciudad ucraniana de Chernivtsi en el año 1993. Su padre era el conocido artista Nazariy Yaremchuk, que falleció cuando ella tenía dos años.
Tiene una medio hermana por parte de su madre y dos hermanos por parte de su padre.
Desde niña siempre quiso dedicarse al mundo de la canción, llegando a formarse en clases de voz en la Academia de Artes Variadas L. Utyosov de Kiev. Seguidamente se graduó en Relaciones Internacionales por la Facultad de Historia y Ciencias Políticas de la Universidad de Chernivtsi. Kamaliya
En el año 2012 inició profesionalmente su carrera musical, participando en la versión ucraniana del concurso de televisión musical The Voice (en español: La Voz), compitiendo en el equipo del cantante Alexander Ponomarev, la cual quedó en cuarto lugar siendo una de las finalistas. En ese mismo año participó representando a Ucrania en el festival New Wave, que se celebró en la ciudad de Jūrmala, Letonia. Durante el primer día recibió 97 puntos del jurado, quedando en primer lugar. El segundo, recibió 95, obteniendo la segunda plaza. Por último, quedó en tercer lugar en la final, llegando a recibir uno de los premios del público y la oportunidad de grabar un videoclip para el canal musical Муз-ТВ. Asimismo, fue patrocinada por el empresario Rinat Ajmétov.

### Festival de la Canción de Eurovisión 2014
Se volvió a presentar en la selección nacional, la cual llegó a ganar, y representar con la canción «Tick-Tock» a Ucrania en el Festival de la Canción de Eurovisión 2014,  que se celebró en el B&W Hallerne de la ciudad de Copenhague, Dinamarca. Pese a partir como favorita para llevarse el micrófono de cristal, obtuvo la sexta posición, con un total de 113 votos.